# Kangra
Kangra là một thành phố và là nơi đặt hội đồng đô thị (municipal council) của quận Kangra thuộc bang Himachal Pradesh, Ấn Độ.

## Địa lý
Kangra có vị trí 32°06′B 76°16′Đ / 32,1°B 76,27°Đ Nó có độ cao trung bình là 733 mét (2404 feet).

## Nhân khẩu
Theo điều tra dân số năm 2001 của Ấn Độ, Kangra có dân số 9155 người. Phái nam chiếm 50% tổng số dân và phái nữ chiếm 50%. Kangra có tỷ lệ 83% biết đọc biết viết, cao hơn tỷ lệ trung bình toàn quốc là 59,5%: tỷ lệ cho phái nam là 85%, và tỷ lệ cho phái nữ là 81%. Tại Kangra, 10% dân số nhỏ hơn 6 tuổi.